# Cadwallon Lawhir
Cadwallon ap Einion (c. 460-534; reinado de c. 500), conocido habitualmente como Cadwallon Lawhir ('Mano Larga') y también llamado Cadwallon I por algunos historiadores, fue un rey de Gwynedd.[cita requerida] Era hijo de Einion Yrth y Prawst ferch Deithlyn.
Según la tradición, Cadwallon gobernó durante, o poco después, de la Batalla de Mons Badonicus, y la victoria del Rey Arturo sobre los sajones (bien a comienzos de la década de 490 o a mediados de la de 510). El nombre de Cadwallon no aparece conectado con la batalla legendaria, pero puede haberse beneficiado del periodo de prosperidad y paz relativas que se vivió en Gran Bretaña a continuación. La consecución militar más trascendental de Cadwallon fue la expulsión de los colonos irlandeses de Anglesey, y la reincorporación a Gwynedd de aquella isla, que se convertiría en la base cultural y política del reino.
El sobrenombre de Cadwallon, Lawhir, posiblemente pueda hacer referencia a tener los brazos más largos de lo normal, o una metáfora referida a la extensión de su autoridad. El poeta medieval Iolo Goch afirma que podía "recoger una piedra del suelo para matar un cuervo, sin doblar su espalda, porque su brazo era tan largo hasta el suelo."[cita requerida]
Según Gildas, el hijo de Cadwallon, Maelgwn Gwynedd, asesinó su tío para ascender al trono, lo que sugiere que otra persona distinta de Maelgwn heredó el reino a la muerte de Cadwallon. No hay pruebas acerca de quien pudiera ser este "rey perdido" (suponiendo, naturalmente, que el relato de Gildas sea fiable), pero algunos han sugerido el nombre de Owain Ddantgwyn como la infortunada víctima/heredero.